# Skibidi Toilet
Skibidi Toilet este un serial web animat, format din episoade video scurte create de Alexei Gherasimov și încărcate pe canalul său de YouTube „DaFuq!?Boom!”. Creat cu Source Filmmaker, serialul urmărește un război fictiv între toaletele cu cap uman și personaje umanoide cu dispozitive electronice în loc de capete. De când a fost postat primul film scurt în februarie 2023, Skibidi Toilet a devenit viral⁠(d) ca memă pe internet pe diverse platforme de socializare, în special în rândul tinerilor generației Alpha. Mulți comentatori au văzut serialul drept prima pătrundere a generației Alpha în cultura Internetului.

## Rezumat
Serialul descrie un conflict între toaletele cu cap uman cântătoare — „Toaletele Skibidi” și umanoizi cu camere CCTV, boxe și televizoare în loc de capete. Într-un decor similar New Yorkului, Toaletele Skibidi și liderul lor G-Man⁠(d) amenință omenirea. Două tipuri de umanoizi, oamenii-cameră și oamenii-boxe, formează o alianță împotriva toaletelor. Fiecare din cele două grupuri este un personaj care este mult mai mare decât restul, și este numit „titan”. Un parazit de toaletă îl infectează pe titanul boxelor, producând mari pierderi. Mai târziu în serial, sunt introduși umanoizii cu cap-televizor și titanul lor, și cu ajutorul lor, titanul boxă este eliberat de sub controlul mental al toaletelor.
Seria conține referiri la jocuri video, precum personajul G-Man, ale cărui nume și aspect provin din seria de jocuri video Half-Life.

## Contextul si producția
Skibidi Toilet este produs de Alexei Gherasimov (născut în 1997 sau 1998), cunoscut și sub numele de „DaFuq!?Boom!” și „Blugray”. Din 2014, el s-a apucat să învețe singur să facă animații. Locuiește în Georgia.
Începând de la lansarea serialului în februarie 2023, fiecare episod este produs folosind Source Filmmaker, un software gratuit de grafică 3D pe calculator, publicat de Valve, adesea folosit pentru a crea și edita clipuri și filme online. Unele elemente folosite în serial sunt preluate din jocuri video precum Half-Life 2 și Counter-Strike: Source.

## Communiteatea
Skibidi Toilet este foarte popular în jurul generației Alpha, născută în 2012 sau mai târziu. Deși serialul nu este în YouTube Kids⁠(d), o aplicație pentru copiii sub 13 ani. Toaleta Skibidi și-a provocat publicul să creeze și să posteze fanwork, cum ar fi jocuri, Fan fiction⁠(d) și artă, precum și să promoveze în argoul Generației Alpha „skibidi”.

### Controversa
În Indonezia, unele website-uri de părinți și unele ziare din țară au susținut că violența și imaginile bizare din Skibidi Toilet pot avea efecte dăunătoare pentru copiii mici, denumindu-le „Sindromul Toaletei Skibidi” (în indoneziană Toaleta Sindrom Skibidi). Au apărut videoclipuri virale în care copiii stau în diferite cutii și imită toaletele.